# Ultimate Origins
Ultimate Origins è una miniserie a fumetti in cinque parti pubblicata dalla Marvel Comics nel 2008, scritta da Brian Michael Bendis, disegnata da Butch Guice e colorata da Justin Ponsor. Fa da prologo agli eventi della saga Ultimatum e approfondisce elementi del passato dell'Universo Ultimate attraverso alcuni dei suoi personaggi principali come Nick Fury, Steve Rogers, Charles Xavier, Magneto, Wolverine e i progetti Rinascita e Arma X. In parallelo è delineata una storia ambientata nel presente che ha per protagonisti i Fantastici Quattro e inerente al Progetto Pegasus in una base nello Wyoming.
Jeph Loeb ha dichiarato in un'intervista per Comic Book Resources che «ciò che Ultimate Origin farà è una spiegazione di come tutto è iniziato... l'Universo Ultimate non è molto vecchio, quindi questa non sarà una storia cosmica. Non vedrete la nascita di un pianeta. Quello che vedrete è come la comunità supereroica è stata introdotta nella popolazione umana. Imparerete l'importanza di cose come il Programma del Supersoldato che è stato accennato in Ultimate Spider-Man e Ultimates 1 e 2. Ora, Brian [Bendis] collegherà i punti.».

## Trama
A Manhattan sei mesi prima dell'Onda Ultimatum, Spider-Man ha a che fare con Hulk inseguito dalle truppe governative. In un momento di tranquillità il gigante torna ad essere semplicemente Bruce Banner e come in preda ad uno stato confusionale dice al vigilante ragnesco che tutto è collegato: lui, lo stesso Spider-Man, ma qualcuno non vuole che si sappia, qualcuno vuole mantenere il segreto. Prima che Peter Parker possa scoprire altro i soldati intervengono e fanno nuovamente fuggire Banner ritrasformandolo in Hulk.
Tutto ebbe inizio nel 1942, durante la Seconda guerra mondiale: il Presidente Franklin Delano Roosevelt, dopo aver ricevuto la notizia che durante la Battaglia del Tenaru il loro "Supersoldato", ovvero un militare che portava i colori degli Stati Uniti, un portabandiera, era rimasto ucciso, vuole che si dia inizio a qualcosa di più di una semplice mossa propagandistica, di un soldato che sia "super" soltanto nel nome. Dovevano creare un supersoldato che lo fosse veramente.
Nel 1943 in seguito ad atti di razzia avvenuti durante l'Invasione Alleata in Sicilia, Nick Fury e James Howlett vengono imprigionati e da quel momento i loro destini sono simili ma anche assai diversi: infatti il soldato afroamericano viene messo tra le "cavie" del primissimo Progetto Rinascita condotto dal Professor Erskine e come "Soggetto Test 41" viene sottoposto al processo che ha buon fine. Solo che il fatto di non sapere dove si trovasse, che cose gli stessero facendo, spinge Fury a fuggire una volta completato il test, che porta scompiglio nel laboratorio a causa proprio della sua riuscita. Con suo grande stupore scopre di essere nel suo paese natale in America
James invece è stato tradotto in Alberta, in Canada ed sottoposto agli esperimenti del progetto Arma X, come cavia per divenire un supersoldato, e già nel '43 i risultati iniziarono a farsi notare come il fattore di guarigione. Solo che gli esperimenti continuarono e si giunse nel 1946 ad un risultato inaspettato: il professor Cornelius e Arma X erano riusciti a sviluppare un genoma mutato da quello umano, da quello di James Howlett. Non danneggiato, non alterato. Avevano prodotto il gene mutante e James Howlett era il Mutante Zero.
A New York, nel 1942, Steve Rogers viene rifiutato ancora una volta dall'ufficio per gli arruolamenti, ma dopo quella nuova delusione vien intercettato dal sergente Dugan e presentato come candidato perfetto per il Progetto Rinascita: subirà un lungo processo di sperimentazioni fino a quello finale in cui si trasformerà nel metaumano che diventerà il supersoldato Capitan America, unico nel suo genere perché Erskine viene ucciso da una spia nazista.
Da quel momento intraprenderà la sua missione di combattere il nazismo e i suoi alleati, fino alla fatidica operazione in Islanda che lo ibernerà e trasporterà fino al secolo XXI.
Ventisette anni prima degli eventi attuali, in Canada, un giovane Magneto libera Wolverine dalla sua prigionia, e nel farlo uccide sua madre che era parte del Progetto Arma X. Nove anni dopo Erik incontra Charles Xavier a San Francisco e rivelando reciprocamente i propri poteri, discutono del libro scritto da Xavier sui mutanti e su come dovrebbero comportarsi. Erik si dice toccato dal pensiero di Charles e non è il solo. Ritiene inoltre di aver un luogo adatto per dare vita alla prima comunità mutante: la Terra Selvaggia, un luogo sperduto ma dotato di una primordiale bellezza in Antartide.
Presso quel luogo Erik, Charles e la prima Fratellanza mutante fondano la prima scuola secondo ciò che lo stesso Charles ha teorizzato, per dare una base alla comunità mutante, lontano da un mondo umano che non li accetterebbe, ma che anzi li rifiuterebbe, non essendo "ancora pronti per loro", come sostiene il giovane Magneto.
Durante la guerra in Kuwait, dopo essere stato salvato da Wolverine, Nick Fury viene interrogato dal Generale Ross in un ospedale dove è ricoverato per via delle ferite riportate sul campo, tra cui quella all'occhio sinistro che lo porterà in seguito ad indossare la benda nera. Ross scopre il segreto che Fury cela, come la straordinaria longevità derivatagli dal siero che gli era stato iniettato nel '43. I due hanno una lunga discussione al termine della quale Fury rifiuta categoricamente l'idea di vestire i panni di Capitan America ma che in compenso ha qualcosa di grande valore da offrire al suo paese: la possibilità di riaprire il Progetto Rinascita.
Un anno dopo a Dover, New York, Fury, con il benestare del Presidente riunisce le migliori menti del paese, quattro precisamente, da lui selezionate: Franklin Storm, Richard Parker, Bruce Banner e Hank Pym. Fury fornisce loro un campione del suo sangue, che contiene un derivato del siero del supersoldato e il progetto ha inizio (seppur il gruppo debba subire l'abbandono del dottor Storm, che viene spostato al Baxter Building).
Dopo mesi di tentativi falliti un giorno Banner trova qualcosa, una formula che potrebbe essere quella giusta. Pym lo sostiene mentre Parker gli dice che in realtà pensa di aver trovato qualcosa. LA discussione viene interrotta dall'arrivo della moglie di Parker con il figlioletto di appena alcune settimane; mentre lo scienziato va ad accoglierli, Bruce e Hank testano la formula. Quella fu la prima trasformazione di Banner in Hulk che travolse i coniugi Parker nella furia successiva la trasformazione. Ritornato normale dopo aver visto il neonato che lo fissava, guarda disperato i corpi riversi dei due. Fury accorso per via di quello che stava accadendo, atterra Banner con un calcio e porta al sicuro il piccolo Peter.
Prima che l'"Era degli eroi" abbia inizio avvengono altri due fatti significativi: Fury attacca la base di Arma X in Canada dove trova il giovane T'Challa Udaku, ovvero il futuro Pantera Nera, e scopre che i mutanti sono stati di fatto il prodotto di esperimenti genetici dell'uomo. A chilometri di distanza nella Terra Selvaggia avviene lo scisma tra Magneto e Xavier che rimane paralizzato da una lancia di metallo scagliatagli contro da Magneto, convinto ormai che i mutanti siano stati creati da Dio come futura specie dominante e che non ci si può opporre a questo fatto.
Nel presente a pochi mesi dall'attacco di Magneto contro il Mondo, la nuova Direttrice dello S.H.I.E.L.D. Carol Danvers contatta i Fantastici Quattro per dirigersi alla base segreta del Progetto Pegasus da cui è partito un segnale di soccorso. La base è come una specie di magazzino che contiene tutto ciò che lo S.H.I.E.L.D. ha trovato di anomalo nel corso degli anni, anche prima del mandato di Fury, ed è sotto la supervisione del direttore Wendell Vaughn. L'anomalia si trova nel fatto che all'improvviso un oggetto contenuto nella base, una specie di obelisco di pietra con un grosso occhio posto sulla cima, si è attivato.
Dopo non essere riusciti a capire la sua natura, se non che possa essere un'arma, una bomba, e aver fatto evacuare la base, Carol Danvers riceve un'informazione sconcertante; obelischi simili si stanno manifestando dappertutto. Questo porta Reed Richards a riprendere le analisi dell'"oggetto", sostenendo quello che in precedenza aveva detto Ben Grimm: l'obelisco è come se li stesse osservando.
Dopo un contatto con Tony Stark, che non ha ottenuto migliori risultati, Susan Storm viene come posseduta dall'occhio e ne diventa il tramite: spiega che gli obelischi sono gli Osservatori e sono sulla Terra da decenni. Sono comparsi in momenti significativi del Mondo per registrare ciò che è accaduto e ora sono qui per assistere all'imminente distruzione, il fatto più significativo dell'attuale generazione.
Tramite Susan, che acconsente a fare da tramite, l'obelisco si presenta come Uatu e racconta di come non abbiano nulla da temere da lui o dalla sua specie; sono li per avvisarli di un pericolo imminente che non sanno identificare ma che sanno che accadrà dopo aver osservato la storia umana recente, soprattutto alcuni momenti, come quello della nascita degli eroi, e le conseguenze di alcune scoperte o sperimentazioni scientifiche. Dice che sono stati testimoni di avvenimenti in innumerevoli altri mondi e sanno che la devastazione è vicina. Per questo sceglieranno un Araldo, qualcuno che li aiuti di fronte all'avversità. E lo faranno in quel preciso momento.
Sempre per bocca di Susan, Uatu rivela che l'Araldo è stato scelto e detto ciò interrompe il contatto e tutti gli Osservatori scompaiono, senza aver rivelato chi sia questo Araldo.
Ma questo Araldo ha un nome: Rick Jones.

## Curiosità e incongruenze
- L'incontro tra Hulk e Peter di inizio volume è ripreso dalla storia sempre di Bendis Ultimate Marvel Team-Up 3.
- In questa storia avviene il primo incontro tra Peter Parker, ancora neonato, e Nick Fury.
- La scena dell'omicidio dei Parker per mano di Banner venne successivamente corretta da Bendis, che spiegò che non morirono in quell'occasione ma rimasero solo feriti, e causò il ritiro di Richard Parker dal progetto.
- In questa storia compaiono per la prima volta la versione ultimate di Rick Jones, degli Osservatori e dell'identità civile dell'eroe Quasar, Wendell Vaughn.
- Benché apparentemente la minaccia rivelata dagli Osservatori sia l'attacco di Magneto alla Terra, Rick Jones non compare nella suddetta saga; il suo obbiettivo di Araldo verrà spiegato nella trilogia del Nemico di Bendis e in Hunger di Joshua Fialkov.